# 北海道道297号士別停車場線
北海道道297号士別停車場線（ほっかいどうどう297ごう しべつていしゃじょうせん）は、北海道士別市内を結ぶ一般道道（北海道道）である。

## 概要

### 路線データ
- 起点：北海道士別市西2条8丁目（JR北海道 宗谷本線 士別駅）
- 終点：北海道士別市大通西8丁目（国道40号・北海道道61号士別滝の上線交点）
- 路線延長：0.4 km（実延長）

## 歴史
- 1957年（昭和32年）7月25日 - 251号として路線認定[1]。
- 1994年（平成6年）10月1日 - 路線番号を297号に変更[2]。

この路線の前身は、1944年（昭和19年）11月25日に認定された準地方費道153号似峡士別停車場線の一部である。

## 地理

### 通過する自治体
- 上川総合振興局
  - 士別市

### 交差する道路
士別市
- 国道40号 - 大通西8丁目（終点）
- 北海道道61号士別滝の上線 - 大通西8丁目（終点）

### 沿線にある施設など
士別市
- JR北海道 宗谷本線 士別駅 - 西3条8丁目